# 도군로
 도군로(Dogun-ro)는 경상북도 구미시 도개면 일선교차로에서 대구광역시 군위군 군위읍까지 이어주는 도로이다.

## 주요 경유지
경상북도
- 구미시 (도개면)

대구광역시
- 군위군 (소보면 - 군위읍)

## 노선
| 이름        | 접속 노선                | 소재지 | 소재지 | 비고                           |
| ----------- | ------------------------ | ------ | ------ | ------------------------------ |
| 일선 교차로 | 국도 제25호선 (낙동대로) | 구미시 | 도개면 |                                |
| 땅재        |                          | 구미시 | 도개면 |                                |
| (이름없음)  | 소보안계로               | 군위군 | 소보면 | 국가지원지방도 제68호선과 중복 |
| 달산교      |                          | 군위군 | 소보면 | 국가지원지방도 제68호선과 중복 |
| (이름없음)  | 송백로                   | 군위군 | 소보면 | 국가지원지방도 제68호선과 중복 |
| 소보교      |                          | 군위군 | 소보면 |                                |
| 봉황교      |                          | 군위군 | 소보면 |                                |
| 대북교      |                          | 군위군 | 군위읍 |                                |
| (이름없음)  | 국도 제5호선 (경북대로)  | 군위군 | 군위읍 |                                |
| 서부네거리  | 중앙길                   | 군위군 | 군위읍 |                                |
| 동천교      |                          | 군위군 | 군위읍 |                                |
| (이름없음)  | 군청로                   | 군위군 | 군위읍 |                                |

## 주요 건물 및 시설
- KG모빌리티 군위전시장 (도군로 2727/동부리 332-3)
- 대구지방법원 군위군법원 (도군로 2734/동부리 332-2)